# Château d’eau de Montmagny
Der Château d'eau de Montmagny ist ein Wasserturm, der in Montmagny im Kanton Waadt steht.

## Situation
Der aus Beton erstellte Turm ist 41 Meter hoch. 171 Treppenstufen führen zur Aussichtsplattform.
Von der Plattform aus bietet sich eine Aussicht auf Montmagny, den Neuenburgersee und Murtensee sowie auch auf den Jura und die Alpen.

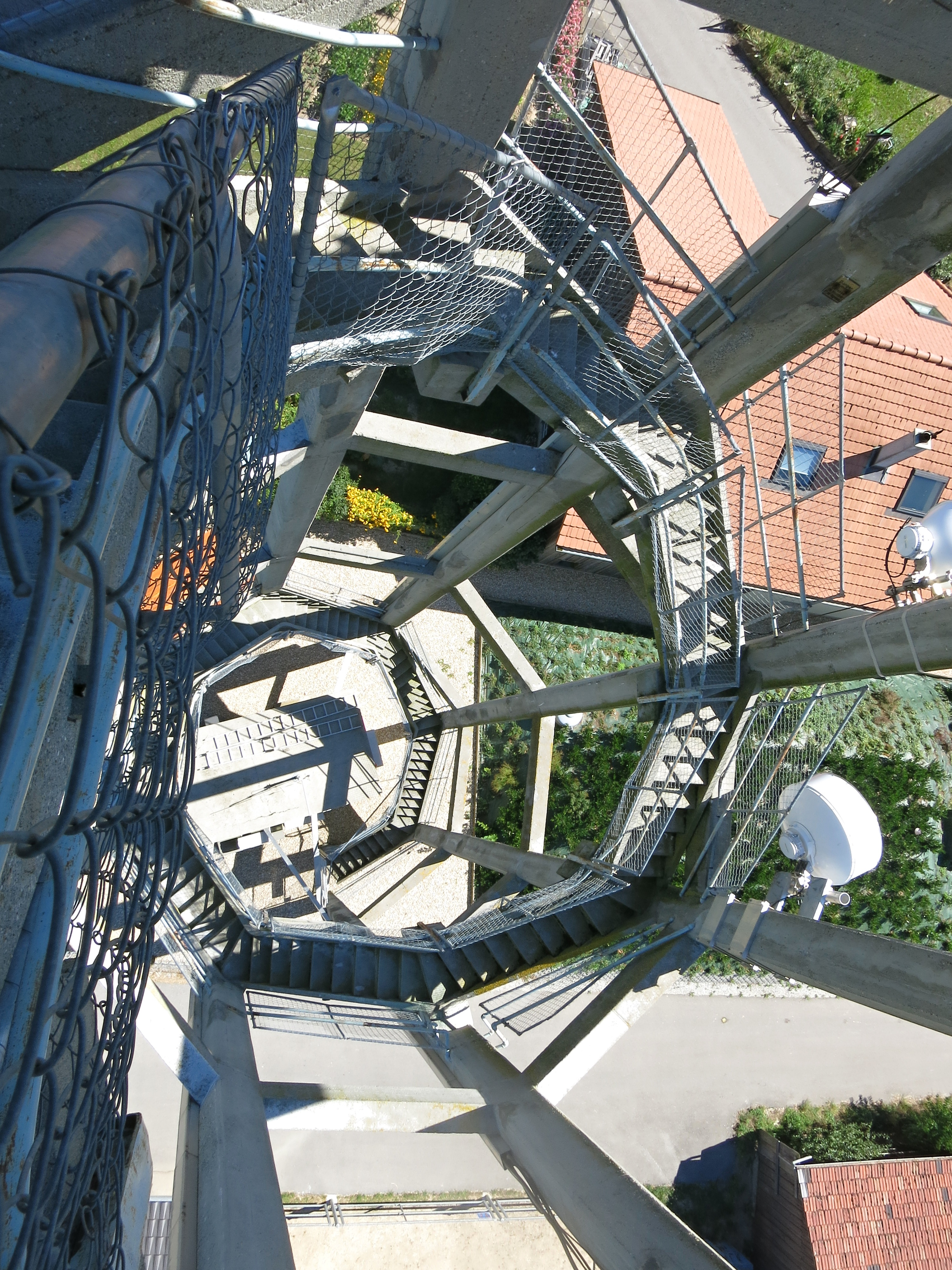
Treppen
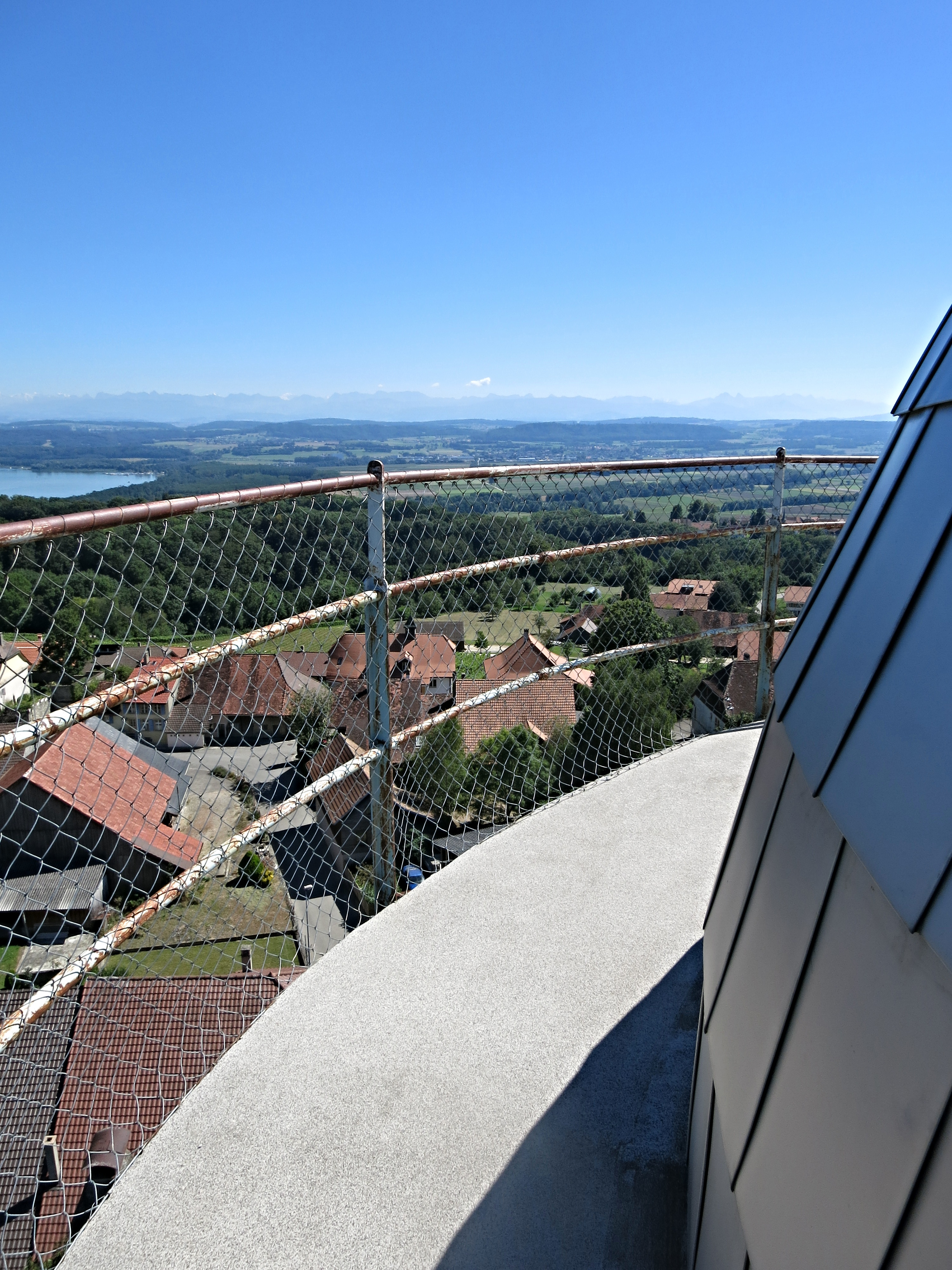
Aussichtsplattform